# Laura White
Laura Jane Amanda White (1987. augusztus 31. – ) egy brit énekesnő Athertonból. A The X Factor ötödik évadának tizenkét döntősei közé jutott be, leginkább ezzel vált ismertté. Debütáló kislemeze, a You Should Have Known a brit kislemezlista 32. helyezését érte el. 2010 elején Peter Andre turnéján jelent meg.
White debütáló kislemeze, a You Should Have Known a brit kislemezlista 32. helyét érte el, az UK Indie Charts lista második helyezését, míg Lengyelországban 70. lett. Második kislemeze a Radio címet kapta, viszont később mégsem jelent meg a dal. Első albuma, a Lyrics In My Underwear 2012-ben jelenik majd meg.

## Fiatalkora
White kiskora óta énekelt és zongorán játszott. Ennek ellenére sosem vett részt professzionális énekórákon. Jazz bárokban kezdett énekelni 15 évesen, és iskolai musicalekben kapott fontos szerepeket. A Fred Longworth High Schoolban folytatta tanulmányait, mely Anthony Quinlan, Leah Hackett és Oliver Lee iskolája is volt.

## Zenei karrierje

### 2008-09:The X Factor
White a The X Factor című tehetségkutatón jelent meg 2008-ban, ahol a Lányok kategóriában jutott el az élő adásokig. Mentora Cheryl Cole volt. Az első adásban Alicia Keys Fallin' című dalát adta elő. Ő volt az egyetlen, akit a közönség állva tapsolt meg, drámai és eredeti előadása miatt. A mentoroktól is pozitív kritikákat kapott. Simon Cowell szerint „…kiemelkedő volt. Van benned valami nagyon különleges. Ezért szeretem ezt csinálni ebben az országban, mert olyanokat tudok felfedezni, mint te. Fantasztikus jövő áll előtted, főleg, hogy egy fiatal hölgy vagy.” A második héten Michael Jackson dalokkal kellett fellépniük a versenyzőknek, Laura a You Are Not Alonet választotta. Az ezt követő héten a God Bless the Childel lépett fel, melyet a közönség ismét állva fogadott. A negyedik héten Somebody Else's Guyt dolgozta fel. Dannii Minogue szerint: „Ennyi idősen ezt lehetetlen így csinálni… ez egy nehéz szám volt… és te megerőltetés nélkül megcsináltad.” Az ötödik héten Mariah Carey Endless Love című dalával lépett fel, mely egyben utolsó megjelenése volt a műsorban. Simon Cowell szerint egyik leggyengébb előadása volt, míg a másik három mentor dicsérte. White november 8-án távozott a nézők szavazatai alapján.

### 2009-11: A The X Factor után, debütáló kislemez
White kiesése a The X Factorból a médiánál és rajongóknál is felháborodást okozott. Rengetegen Walsht okolták, aki a spanyol énekest, Ruth Lorenzót mentette meg, azért, hogy saját együttesét, a JLSt védje. Annak ellenére, hogy az újságok, illetve televíziós személyiségek is őt okolták az énekesnő távozásáért, Cowell és Minogue is White ellen szavazott. Mariah Carey – aki ugyanabban az adásban jelent meg, amelyikben Laura kiesett –, úgy gondolta: „Laurának nem kellett volna kiesni, elég nagy sokk volt”. White rajongói az Ofcomot sürgették, ellenőrizze a nézői szavazatokat, hiszen többen panaszkodtak a szavazati rendszerre. Két petíció szerzője (50 000 aláírással) küzdött White visszahelyezéséért. A panaszban ez állt: „50 000 ember nevében írunk, akik aláírták a petíciót. Bizonyítékunk van rá, hogy a telefonos szavazás hitelessége kérdéses. Panaszunk fő oka, hogy nem látható az egyes énekesekre küldött szavazatok száma. Továbbá nézők ezrei gondolják úgy, hívásukat jogellenesen blokkolták.” A következő héten Walsh így reagált a történtekre: „Mit gondolnak, komolyan ellene szavaztunk?”
White alkalmanként említette, visszatér a műsorba. A mai napig nem tudni, hogy értette a visszatérést; szabályellenes lett volna, ha visszakerül a versenybe. Laurát hírességek támogatták: Lily Allen blogjában említette: „Mindenkit sokkolt egy kicsit, igaz? Szerintem Laura nem érdemelte meg, hogy kiessen, viszont Ruth sem (személyes kedvencen). Teljesen elkeserített a mai műsor” Leona Lewis egy interjúban fejtette ki véleményét: „Igazán sokkoló volt ez a hét. Nem voltam felháborodva, nem ordibáltam, de meglepődtem. Dannii Minogue később bevallotta, úgy gondolta, Laura nyeri majd meg a tehetségkutatót.

### 2011-napjainkig:Lyrics In my Underwear

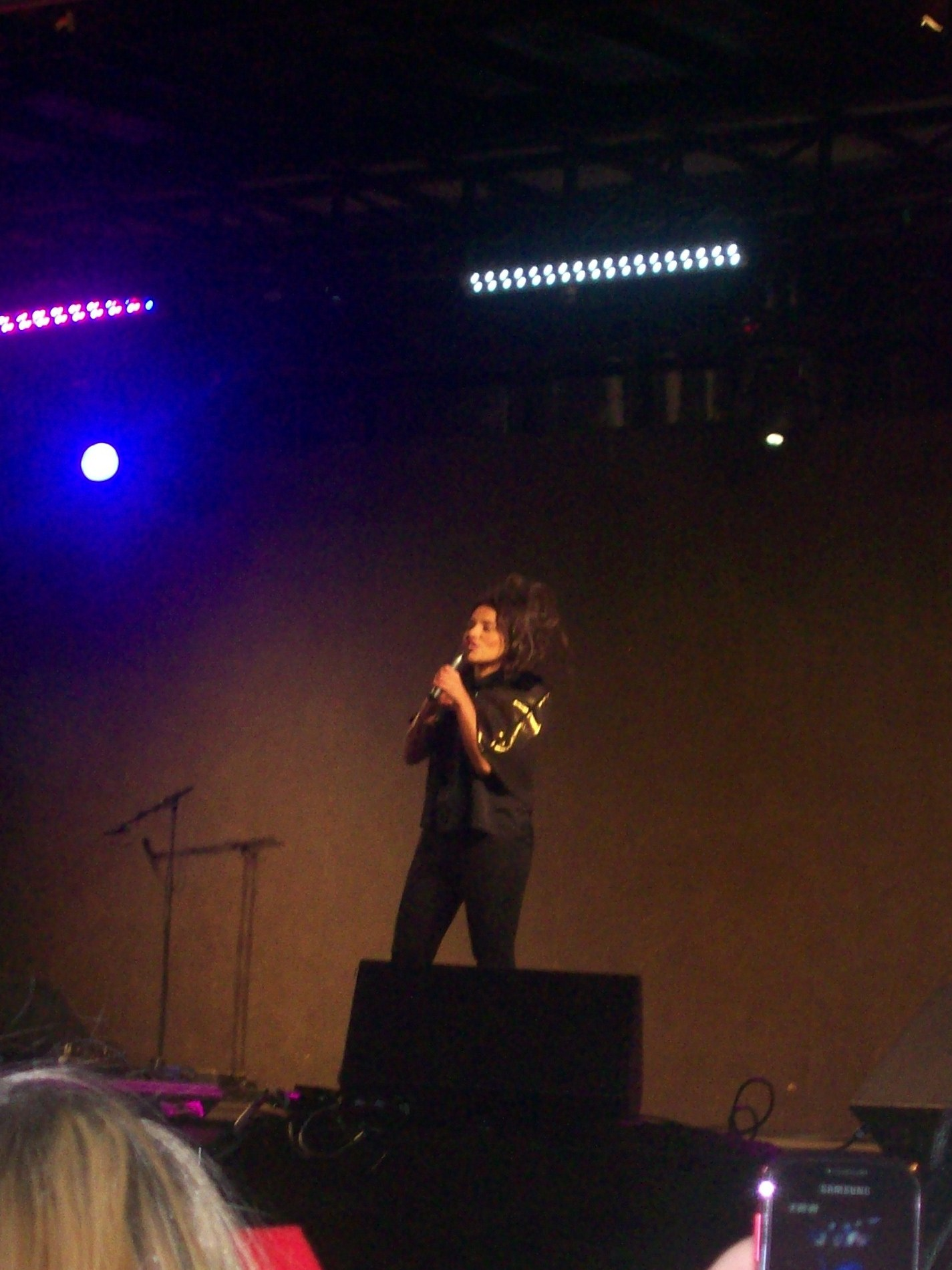
White 2011. november 17-én.

A Manchester Evening News 2008. november 11-én jelentette be, White egy nem megnevezett kiadót közelít meg. Peterborough tanácsa Laurát választotta, hogy fellépjen egy helyi rendezvényen, és felkapcsolja a karácsonyi fényeket. 6000 fős tömeg jelent meg, hogy láthassa az énekesnőt.
White és egy versenytársa, Austin Drage fellépett Skegnessben is, 2008 Szilveszterén. Mindketten szólóban énekeltek dalokat, de előadtak később egy közös duettet is. A Brit Awardsra is meghívták az énekesnőt, hogy képviselje a The X Factor versenyzőit a Hero című kislemezért. White a 2009-es Miss Manchester verseny zsűritagja volt. 2009 augusztusában Laura négy dal előzetesét osztotta meg rajongóival weboldalán. A közönségre bízta a döntést, hogy melyik legyen debütáló kislemeze. A négy dal: You Should Have Known, Touch You, Got It Bad és Love Hurts. A legnépszerűbb az első dal lett, így az énekesnő kiadta kislemezként. Szerzője Michelle Escoffrey, producere Ian Green volt, aki Madonna énekesnővel is dolgozott.
Új dalát a GMTVn adta elő 2009. augusztus 19-én. A dalhoz tartozó videóklipet szeptemberben forgatták, majd Laura hivatalos YouTube csatornájára került fel. A kislemez 2009. november 2-án jelent meg. White az Egyesült Királyságban turnézott, hogy promotálja dalát. A szám a brit kislemezlista 32. helyét érte el, illetve az UK Indie Singles Chart lista 2. helyezettje lett. White a jótékonysági kislemez (I Put a Spell on You) munkálataiban is részt vett. 2010. februárjában jelent meg, olyan előadók dolgoztak rajta, mint Shane MacGowan, Paloma Faith, The Stereophonics, Bobby Gillespie, Nick Cave és Johnny Depp. Laura tervezte második kislemezének kiadását, mely a Radio címet kapta, viszont később Twitteren közölte, mégsem adja ki a dalt. 2011 végén White közölte rajongóival, debütáló albuma a Lyrics In My Underwear címet kapta, és 2012-ben jelent meg. A lemez előtt az énekesnő még kiad egy kislemezt.
White Rihanna énekesnő számára szerez dalt.

## Diszkográfia

### Stúdióalbumok
- Lyrics In My Underwear (2012)[15]

### Kislemezek
| Év                     | Cím                                                           | Legmagasabb helyezés | Legmagasabb helyezés | Legmagasabb helyezés | Legmagasabb helyezés | Legmagasabb helyezés | Album                  |
| Év                     | Cím                                                           | UK                   | UK IND               | IRE                  | EU                   | POL                  | Album                  |
| ---------------------- | ------------------------------------------------------------- | -------------------- | -------------------- | -------------------- | -------------------- | -------------------- | ---------------------- |
| 2009                   | You Should Have Known                                         | 32                   | 2                    | –                    | –                    | 70                   | Lyrics In My Underwear |
| 2010                   | Radio (visszavonva)                                           | –                    | –                    | –                    | –                    | –                    | Lyrics In My Underwear |
| Közreműködő előadóként |                                                               |                      |                      |                      |                      |                      |                        |
| 2008                   | Hero (a The X Factor versenyzőivel)                           | 1                    | –                    | 1                    | 8                    | –                    | –                      |
| 2010                   | I Put a Spell on You (közreműködik Shane MacGowan és Friends) | –                    | –                    | –                    | –                    | –                    | Helping Haiti          |